# 거북 전차

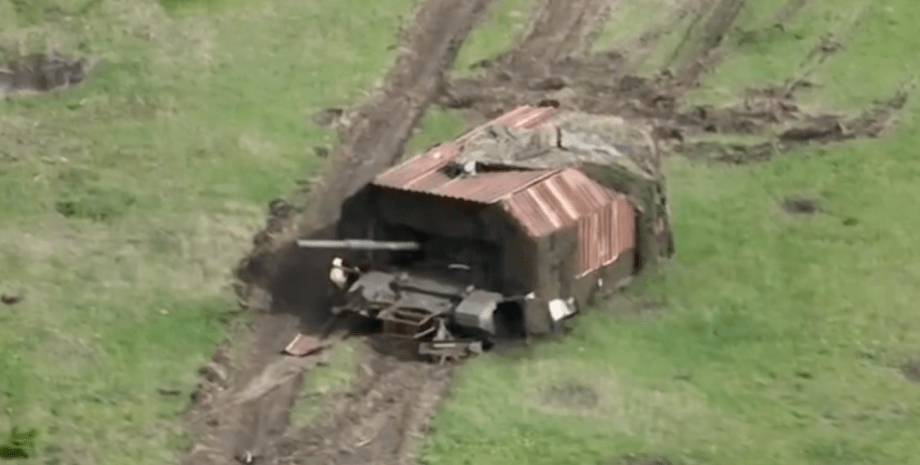
2024년 5월 파괴된 터틀 땅크

거북 전차(러시아어: царь-мангал, Tsar Mangal, 영어: Turtle Tank, 터틀 땅크)는 즉석에서 제작한 강철 지붕과 사이딩은 물론 드론 방지 슬랫 장갑을 갖춘 러시아의 개조된 T-62, T-72, T-80 전차 시리즈이다. 거북 전차는 2024년 4월 초 러시아-우크라이나 특수작전 전장에서 처음으로 목격되었다. 또한 드론 방지 무선 전파 방해 장비도 갖추고 있다. 최신 모델에는 전자기 지뢰 탐지기/트롤(러시아어: Электромагнитный тральЂк /приставка ЭМТ.)이 장착된 KMT 7 지뢰 제거 롤러가 장착되어 있다. 전차의 일관된 외관도 제1차 세계 대전 당시 독일 A7V 전차와 유사한 것으로 알려져 있다.

## 같이 보기
- 자폭형 무인 항공기